# Briey
Briey je naselje in občina v severovzhodni francoski regiji Loreni, podprefektura departmaja Meurthe-et-Moselle. Leta 2009 je naselje imelo 5.464 prebivalcev.

## Geografija
Kraj leži v severovzhodni Franciji ob rečici Woigot 74 km severno od Nancyja, 35 km severozahodno od Metza.

## Administracija
Briey je sedež istoimenskega kantona, v katerega so poleg njegove vključene še občine Anoux, Avril, Les Baroches, Jœuf, Lantéfontaine, Lubey, Mance in Mancieulles s 17.176 prebivalci.
Naselje je prav tako sedež okrožja, v katerem se nahajajo kantoni Audun-le-Roman, Briey, Chambley-Bussières, Conflans-en-Jarnisy, Herserange, Homécourt, Longuyon, Longwy, Mont-Saint-Martin in Villerupt s 163.621 prebivalci.

## Zgodovina
Izvor imena prihaja od keltske besede »Briga«, ki označuje utrdbo. Zapis iz leta 1072 omenja grad barskih grofov. Sam kraj je dobil mestne privilegije v letu 1263. Nemirna leta sredi 14. stoletja vsled nenadnih sprememb v ekonomski moči so bila zaznamovana z razraščanjem nasilja po celotni pokrajini in požigom Brieya s strani mestne vojske iz bližnjega Metza (1369).
Z ukinitvijo starega Burgundskega kraljestva v letu 1477 je bila ustvarjena politična negotovost na obeh bregovih Rena. Briey je bil tako zavzet s strani Karla Drznega v letu 1475, razdejan od protestantov v letu 1591, leta 1635 pa ga je zavzela švedska vojska. Ob poslednjih dnevih Napoleonove vojne 1815 so ga za kratek čas okupirali še ruski vojaki.
Briey je leta 1801 postal podprefektura departmaja Moselle. Po vključitvi večine ozemlja departmaja k Nemškemu cesarstvu ob pogojih Frankfurtskega sporazuma je nekdanji francoski departma prenehal obstajati, njegov preostanek, vključno z Brieyem, pa je bil dodeljen novemu departmaju Meurthe-et-Moselle. Meje slednjega departmaja so ostale nespremenjene tudi ob vrnitvi Lorene k Franciji leta 1919.

## Znamenitosti
- cerkev Église Saint-Gengoult iz 12. stoletja s postajami križevega pota renesančnega kiparja Ligiera Richiera,
- zvonik Beffroi (1722),
- mestna hiša (1750),
- apartmajski blok La Cité Radieuse, zgrajen 1960 po načrtih francoskega arhitekta Le Corbusiera.

## Pobratena mesta
- Niederaußem (Nemčija),
- Szczawno-Zdrój (Poljska).